# European Handball Federation
European Handball Federation (EHF) är det internationella europeiska handbollsförbundet. European Handball Federation bildades den 17 november 1991 i Berlin i Tyskland och organiserar internationell handboll inom Europa. Då den första kongressen hölls i Wien i Österrike beslöts den 5 juni 1992 att förlägga huvudkontoret där från den 1 september samma år.

## Turneringar
EHF arrangerar alla större europeiska handbollsturneringar. Här är några exempel:

### Landslag
Senioreuropamästerskap
- Europamästerskapet i handboll för damer
- Europamästerskapet i handboll för herrar

Ungdomseuropamästerskap
- Damer:
  - U17-Europamästerskapet i handboll för damer
  - U19-Europamästerskapet i handboll för damer
- Herrar:
  - U18-Europamästerskapet i handboll för herrar
  - U20-Europamästerskapet i handboll för herrar

### Klubblag
- EHF Champions League (damer / herrar) (tidigare namn European Champions Cup ("Europacupen"))
- EHF European League (tidigare IHF Cup ("IHF-cupen") och därefter EHF Cup ("EHF-cupen"))
- EHF European Cup (tidigare EHF City Cup ("Citycupen") och därefter EHF Challenge Cup)
- Cupvinnarcupen (EHF Cup Winners' Cup, nedlagd 2012 för herrar och 2016 för damer)

## Medlemmar
- Albanien
- Armenien
- Azerbajdzjan
- Belarus
- Belgien
- Bosnien och Hercegovina
- Bulgarien
- Cypern
- Danmark
- Estland
- Finland
- Frankrike
- Färöarna
- Georgien
- Grekland
- Irland
- Island
- Israel
- Italien
- Kosovo
- Kroatien
- Lettland
- Liechtenstein
- Litauen
- Luxemburg
- Malta
- Monaco
- Moldavien
- Montenegro
- Nederländerna
- Nordmakedonien
- Norge
- Polen
- Portugal
- Rumänien
- Ryssland
- Schweiz
- Serbien
- Slovakien
- Slovenien
- Spanien
- Storbritannien
  -  England
  -  Skottland
- Sverige
- Tjeckien
- Turkiet
- Tyskland
- Ukraina
- Ungern
- Österrike

Tidigare medlemmar
- Jugoslavien
- OSS
- Serbien och Montenegro
- Sovjetunionen
- Tjeckoslovakien
- Östtyskland